# 틸디 졸탄

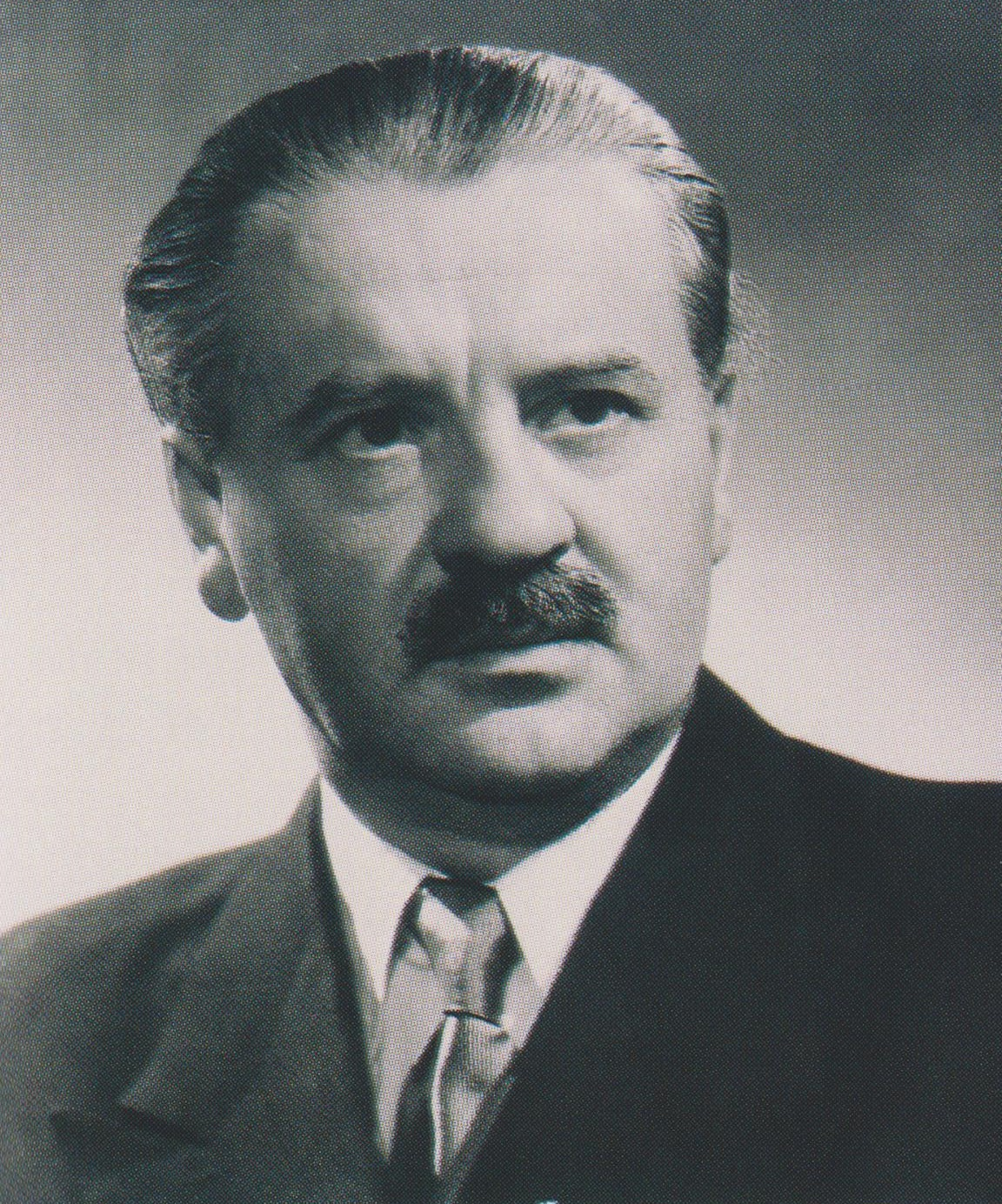
틸디 졸탄

틸디 졸탄(헝가리어: Tildy Zoltán, 1872년 11월 18일 로숀츠(Losonc, 현재의 슬로바키아 루체네츠(Lučenec)) ~ 1948년 8월 4일 부다페스트)은 헝가리의 정치인이다. 소작농 농민 노동자 시민 독립당에서 활동했다.
1945년 11월 15일부터 1946년 2월 1일까지 헝가리 제2공화국의 총리를 역임했으며 1946년 2월 1일부터 1948년 8월 4일까지 헝가리 제2공화국의 대통령을 역임했다.